# Jędrzej Moraczewski (historyk)

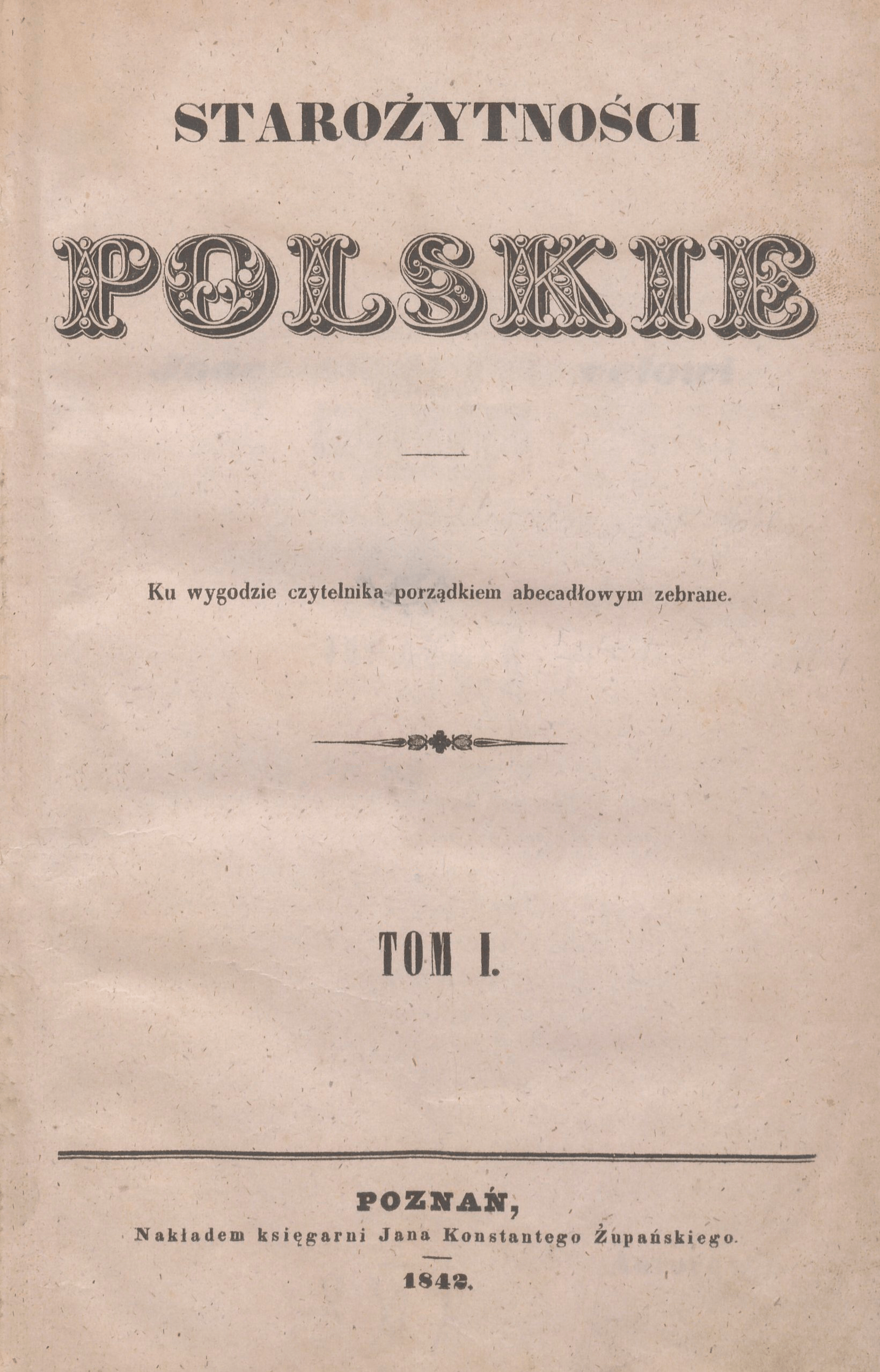
Starożytności Polskie encyklopedia historyczna J. Moraczewskiego tom I z 1842.

Jędrzej Moraczewski, ps. „Gospodarz Jędrzej” (ur. 2 lub 4 lutego 1802 w Dusinie, pow. gostyński, zm. 20 lutego 1855 w Poznaniu) – polski historyk (przedstawiciel lelewelowskiej szkoły historycznej), publicysta, twórca jednej z pierwszych polskich encyklopedii oraz działacz społeczny.

## Życiorys
Pochodził z rodziny ziemiańskiej Tomasza i Józefy z Kierskich, brat Bibianny. Uczył się w Poznaniu i w szkole wojewódzkiej w Kaliszu, a od 1821 studiował prawo i filozofię na uniwersytetach w Berlinie i Heidelbergu. W 1829 ukończył prawo na Królewskim Uniwersytecie Warszawskim. Pozostał po studiach w Warszawie i pracował w sądownictwie oraz w redakcji „Powszechnego Dziennika Krajowego”.
Po wybuchu powstania listopadowego jako agent Rządu Narodowego pełnił misję dyplomatyczną w Lipsku oraz jeździł po zakup broni do miast niemieckich. Walczył w pułku Grothusa i dosłużył się w nim rangi porucznika. W listopadzie 1831 powrócił do majątku rodziców Zielątkowa k. Obornik. W 1841 po sprzedaniu majątku osiadł na stałe z siostrą w Poznaniu. Był uczestnikiem w prawie wszystkich akcjach, które prowadzone były przez poznańskich organiczników. Współtwórca Bazaru, Banku Ziemiańskiego, oddziałów Centralnego Towarzystwa Rolniczego, Ligi Polskiej. Działał w Towarzystwie Naukowej Pomocy, w Kole Towarzyskim Bazaru, w komitetach zabiegających o założenie stałej sceny polskiej i uniwersytetu w Poznaniu. W 1839 należał do współzałożycieli „Dziennika Domowego”. W Poznaniu w latach 1841–1843 wygłaszał odczyty publiczne poświęcone dziejom Polski i Słowiańszczyzny. Zamieszczał również artykuły w Przyjacielu Ludu, „Tygodniku Literackim”, w którym okresowo prowadził dział historyczny. W założonej w 1842 wraz z K. Libeltem i N. Kamieńskim spółce księgarskiej dla prowadzenia drukarni, księgarni i wypożyczalni książek pełnił główne funkcje.
W latach 1842–1852 wraz z Antonim Poplińskim redagował jedną z pierwszych polskich encyklopedii, dwutomowe „Starożytności Polskie. Ku wygodzie czytelnika porządkiem abecadłowym zebrane”. W latach 1843–1846 redagował czasopismo „Rok”. Utrzymywał kontakty z Centralizacją Wersalską Towarzystwa Demokratycznego Polskiego, przyjmował emisariuszy i zdobywał sympatyków w Księstwie.
Uczestniczył w konspiracji wielkopolskiej 1846 r. (Centralizacja Poznańska), był członkiem Komitetu Narodowego w powstaniu wielkopolskim 1848 roku. Wówczas wyszło z jego drukarni wiele okolicznościowych odezw i ulotek, a winą za klęskę 1848 obarczył przywódców ziemiańskich. Interesował się ruchem ogólnosłowiańskim. W czerwcu 1848 brał udział w Zjeździe Słowiańskim w Pradze. Był jednym z założycieli Towarzystwa Przemysłowego Polskiego w Poznaniu w 1848 roku.
Założyciel Towarzystwa Zbieraczów Starożytności Krajowych w Szamotułach działającego w latach 1840–1846, prowadzącego badania archeologiczne na terenie Wielkopolski, ewidencjonującego i kolekcjonującego zabytki przeszłości.
W latach 1841–1843 brał udział w cyklu wykładów – odczytów publicznych, zorganizowanych z inicjatywy Tytusa Działyńskiego w Sali Czerwonej Pałacu Działyńskich w Poznaniu, gdzie prowadził wykłady z zakresu historii Polski i Słowiańszczyzny. Karol Libelt wykładał estetykę, Teodor Teofil Matecki – fizyki i chemii, Jakub Krotowski-Krauthofer – metodologię prawa, I. Lipski – agronomię, a Fabian Juliusz Sarnecki uczył malarstwa.

## Publikacje
- Dzieje Rzeczypospolitej polskiej, tomy 1–9, 1843–1855 (synteza dziejów polskich doprowadzona do abdykacji Jana Kazimierza w 1668 r.).
- Opis pierwszego Zjazdu słowiańskiego[8]
- Gospodarza Jędrzeja opowiednia podług starych księg polskich, t. 1–3, 1850–1854[9][10][11].
- Starożytności Polskie ku wygodzie czytelnika porządkiem abecadłowym zebrane..., t. 1–2, 1842–1852[12][13].
- Wypadki poznańskie z roku 1848, 1850 (wspomnienia)[14].
- Włościanin polski ze względu historycznego, statystycznego i politycznego[15]
- Polska w złotym wieku przedstawiona wyimkami z Dziejów Rzeczypospolitej Polskiej[16]